# Tanzânia nos Jogos Olímpicos de Verão de 2004
Tanzânia competiu nos Jogos Olímpicos de Verão de 2004, em Atenas, na Grécia.